# لتونیتسه
لتونیتسه (به چکی: Letonice) یک منطقهٔ مسکونی و دهکده  در ناحیه ویشکوو در استان موراویای جنوبی جمهوری چک است. لتونیتسه ۱۱ کیلومتر مربع مساحت و ۱٬۴۱۳ نفر جمعیت دارد و ۲۶۷ متر بالاتر از سطح دریا واقع شده‌است.